# Vrícko
Vrícko es un municipio del distrito de Martin en la región de Žilina, Eslovaquia, con una población estimada a final del año 2024 de 433 habitantes.
Se encuentra ubicado al oeste de la región, cerca del curso alto del río Váh (cuenca hidrográfica del Danubio) y del parque nacional de Veľká Fatra.

## Demografía
| Año        | 1994 | 2004    | 2014    | 2024    |
| ---------- | ---- | ------- | ------- | ------- |
| Población  | 397  | 427     | 451     | 433     |
| Diferencia |      | +7,55 % | +5,62 % | −3,99 % |

| Año        | 2023 | 2024    |
| ---------- | ---- | ------- |
| Población  | 438  | 433     |
| Diferencia |      | −1,14 % |